# 白石島
白石島（しらいしじま）は、岡山県笠岡市にある笠岡諸島に属する、面積2.86km2、最高点169m（立石山）、人口346人（令和2年）の島で全島が国の名勝に指定されている。

## 概要
笠岡港より南約12kmの瀬戸内海国立公園笠岡諸島にあり、北木島の北、高島の南に位置している。
源平合戦（治承・寿永の乱）の戦死者を弔うために始まったと伝えられている（実際の成立時期は近世とみられる）白石踊は国の重要無形民俗文化財に指定されており、毎年8月14日から16日に行われる。弘法大師・空海ゆかりの開龍寺や白石島の鎧岩（天然記念物）などがある。
江戸時代初期、白石島を含めて笠岡諸島は全て備後福山藩の領地で、その頃、離島には珍しく干拓が行われている。
片岡義男の代表作『彼のオートバイ、彼女の島』に登場する「瀬戸内海の小島（主人公コウの彼女であるミーヨの故郷）」とは白石島のことであり、ミーヨの本名も白石美代子となっている。

## 地勢
島嶼
- 白石島 - 当地唯一の有人島、小属島あり
- 梶子島 - 無人島（ただし施設があり）、小属島あり
- 沖の白石島 - 無人島
- コゴチ島 - 無人島
- 弁天島 - 無人島
- カナリ島 - 無人島、笠岡諸島最西

山岳
- 立石山 - 笠岡十名山のひとつ（別格名山）

## 文化
- 白石踊り - 賽の河原、石童丸、山田の露など、哀調を帯びた口説き唄（長編の叙事歌謡を同じ旋律の繰り返しにのせて歌うもの）で踊る優美な盆踊り[1]。男踊り、女踊り、娘踊りなど13種類の踊りがある[2]。元禄の頃を想定した揃いの着物で踊る衣装の踊りと、浴衣で踊る盆踊りとがある[3]。1930年前後に島外で披露したのをきっかけに全国的に高評価を受け[3]、岡山県三大踊りのひとつとなり、国の重要無形民俗文化財にも指定された。

## 交通
笠岡の伏越港からの航路があり、三洋汽船の運航する白石島行きのフェリーと、瀬戸内中央観光汽船の運航する白石島経由北木島行きのフェリー「金風呂丸」があるが、三洋汽船の笠岡―白石島フェリー航路は2023年（令和5年）12月31日で運休となる（同年7月7日に中国運輸局に無期限休止を届出）。

## 小説
- 片岡義男『彼のオートバイ、彼女の島』（1977年、角川書店）作中の舞台が白石島

## 映画
- リゾートバイト（2023年10月20日公開）白石島ロールロケ